# Зразім
Зразім (пол. Zrazim, нім. Herrnkirch) — село в Польщі, у гміні Яновець-Велькопольський Жнінського повіту Куявсько-Поморського воєводства.
Населення — 233 особи (2011).
У 1975-1998 роках село належало до Бидгощського воєводства.

## Демографія
Демографічна структура станом на 31 березня 2011 року:
|          | Загалом | Допрацездатний вік | Працездатний вік | Постпрацездатний вік |
| -------- | ------- | ------------------ | ---------------- | -------------------- |
| Чоловіки | 121     | 30                 | 81               | 10                   |
| Жінки    | 112     | 19                 | 71               | 22                   |
| Разом    | 233     | 49                 | 152              | 32                   |